# 춘르향

춘르향의 위치

춘르향(한국어: 춘일향, 중국어: 春日鄉, 병음: Chūnrì Xiāng)은 대만 핑둥현의 향이다. 넓이는 160.001km2이고, 인구는 2015년 8월 기준으로 4,807명이다.

## 지리
춘르 향은 핑둥현 동부에 위치해, 북쪽은 라이이향과 동쪽은 타이둥현 다런향과 서쪽은 팡랴오향, 팡산향와 남쪽은 스쯔향과 각각 접하고 있다. 중양산맥 남부 서쪽에 위치하고, 향내 면적의 95%는 산지가 차지해 지세는 지극히 험하다. 주민은 원주민인 파이완족이 다수를 차지한다.

## 역사
춘르향은 예부터 파이완족의 활동 범위였다. 그들은 다우산(大武山) 일대에 취락을 형성해 수렵을 중심으로 생활 하고 있었지만, 인구 증가로 다모 산(大漠山)으로 진출해 농경도 행하게 되었다. 1920년의 타이완 지방제 개편 때, 다카오주 조슈군의 번지로서 10여개의 부락이 형성되었다. 1941년, 일본 정부는 스본(萃芒)사를 현재의 춘르 촌 서부로 이주시키고, 새로운 취락을 사명의 족칭 Kasuvongan과 소리가 가까운 일본식 지명 가스가샤(春日社)로 명명했다.전후에 춘르 촌(春日村)을 향명으로 한 춘르 향이 설치되어 가오슝현의 관할이 되었다. 1950년에 핑둥현에 귀속되어 현재에 이르고 있다. 1972년, 태풍의 피해를 받은 춘르(春日), 구화(古華), 치자(七佳), 리리(力里)의 4촌은 정부의 부흥 계획에 따라, 예전의 장소에서 현재의 장소로 이전하였다.